# Sophie de Rome
Pour les articles homonymes, voir Sainte Sophie.

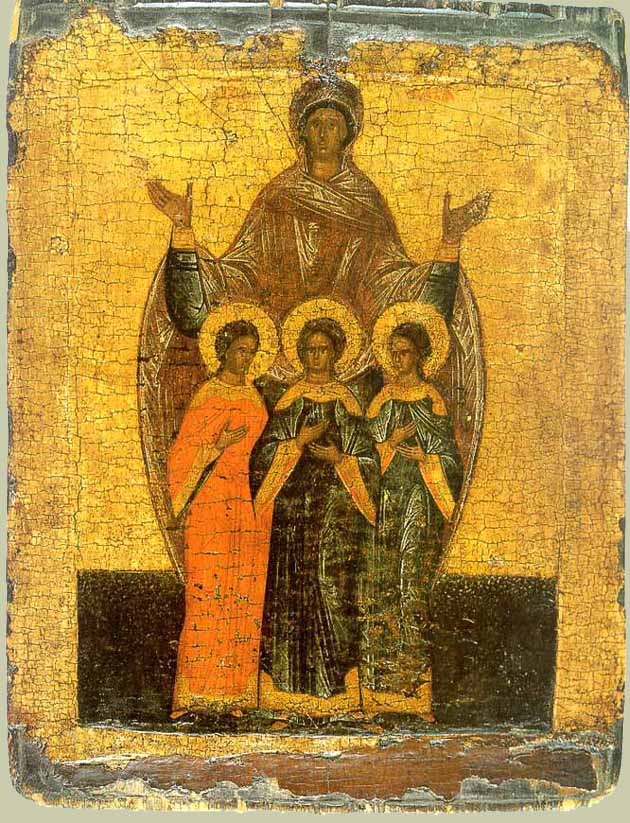
Sophie de Rome et ses trois filles (icône russe anonyme du XVIe siècle, Galerie Tretiakov, Moscou).

Sainte Sophie, ou  Sophie de Rome, est une romaine chrétienne considérée comme martyre à la suite des supplices qu'endurèrent ses trois filles à Rome sous l'empereur Hadrien vers 137. 
Elle est inscrite au Martyrologe romain le 18 septembre, comme ses filles. Au Moyen Âge, sa mémoire était célébrée à la basilique romaine de San Martino ai Monti le 15 mai. C'est aussi parfois le cas en Alsace, en Allemagne et en Pologne. L'Église orthodoxe la célèbre avec ses filles en un seul mémorial le 18 septembre en Orient, et le 17 du même mois en Occident.
Elle se rapproche de la mère du deuxième Livre des Maccabées de l'Ancien Testament qui voit mourir ses sept fils, et de Félicité de Rome, au destin similaire.

## Hagiographie
Issue d'une riche famille romaine, devenue veuve, elle éleva ses trois filles dans la religion du Christ et la crainte de Dieu. Les noms grecs de ses trois filles, Pistis (Πίστις), Elpis (Ἐλπίς) et Agapè (Ἀγάπη) ont été traduits en français et en russe : ce sont respectivement Foi (Véra), Espérance (Nadejda), et Charité (Lioubov, diminutif Liouba) qui sont les noms des trois vertus théologales. 
À Rome, sainte Sophie visitait régulièrement les tituli ou domus ecclesiae, et gagnait une multitude de personnes au christianisme, notamment des femmes. Ses filles, sensibles et dévouées, la secondaient avec autant de réussite.   
Selon la légende, les jeunes filles et leur mère furent capturées, vers 137, par les troupes de l’empereur, aux oreilles duquel était parvenue la renommée de leur piété et de leur vertu. Émerveillé par la noblesse naturelle qui émanait des enfants, l’empereur Hadrien voulut les adopter, mais elles et leur mère refusèrent. Stupéfait de constater leur fermeté dans la foi malgré leur jeune âge, il fit d'abord comparaître les filles séparément, pensant que c’était par émulation mutuelle qu’elles osaient ainsi lui tenir tête. Rendu furieux par leurs réponses et leur refus de renoncer à leur religion, l’empereur décida de les réunir, mais au lieu d'obtempérer, elles préférèrent prier, se tenir la main, et chanter un Alléluia à la gloire du Christ. Sur ce, il décida de les mettre à mort. Sophie continua d'encourager ses trois filles, Foi (12 ans), Espérance (10 ans) et Charité (9 ans), durant leur supplice.
L'empereur épargna physiquement la mère, pensant peut-être lui infliger une douleur émotionnelle plus vive en lui remettant les corps inanimés de ses filles. Elle plaça leurs restes dans des cercueils et les chargea sur un chariot. Puis elle se rendit au-delà des limites de la ville et les enterra avec révérence sur une colline. Sainte Sophie resta assise près des tombes pendant trois jours, et finalement regagna le ciel. Bien qu'elle n'ait pas souffert dans la chair, elle porte la couronne du martyre d'avoir souffert dans son cœur tout en défendant la foi jusqu'au bout. Des croyants enterrèrent son corps à côté de ses filles.

## Culte
Le témoignage de foi de sainte Sophie aurait connu une grande popularité à Rome au IIe siècle, mais son culte n'y   est attesté qu'à partir du VIe siècle.
Personnification de la sagesse divine et du Christ, « la Sagesse » (Sophia) a été l'objet d'une immense vénération à Byzance et dans le monde slave. L'empereur byzantin Justinien a donné ce nom à la plus belle église de Constantinople, qu'il a fait construire : Sainte-Sophie (VIIe siècle) en la plaçant, non pas sous le vocable de la sainte, mais sous celui du Saint Sauveur, le Christ, Sagesse de Dieu.
Au VIIIe siècle, les reliques des martyres déposées dans la crypte du cimetière de Saint-Pancrace à Rome ont été transférées par ordre du pape Paul Ier (757-767) dans l'église de Saint-Sylvestre nouvellement construite sur le Champ de Mars, et une partie a été offerte au monastère Santa Giulia à Brescia (Italie). Certaines de ses reliques furent apportées par Remi de Strasbourg au couvent d’Eschau, en 777. Le pape Serge II fit transférer le reste de ses reliques, vers 845, dans la basilique San Martino ai Monti. Leur culte s'est répandu à travers l'Europe jusqu'en Russie où il se diffusa également par sa traduction en russe de la version grecque du récit.  
Sainte Sophie de Rome est commémorée principalement le 30 septembre. La tradition de la fêter le 15 mai est en partie liée à son invocation contre les gels tardifs. Elle était appelée en Allemagne Die kalte Sophia, « Sophie la Froide ».

## Sainte Sophie et l'église d'Eschau

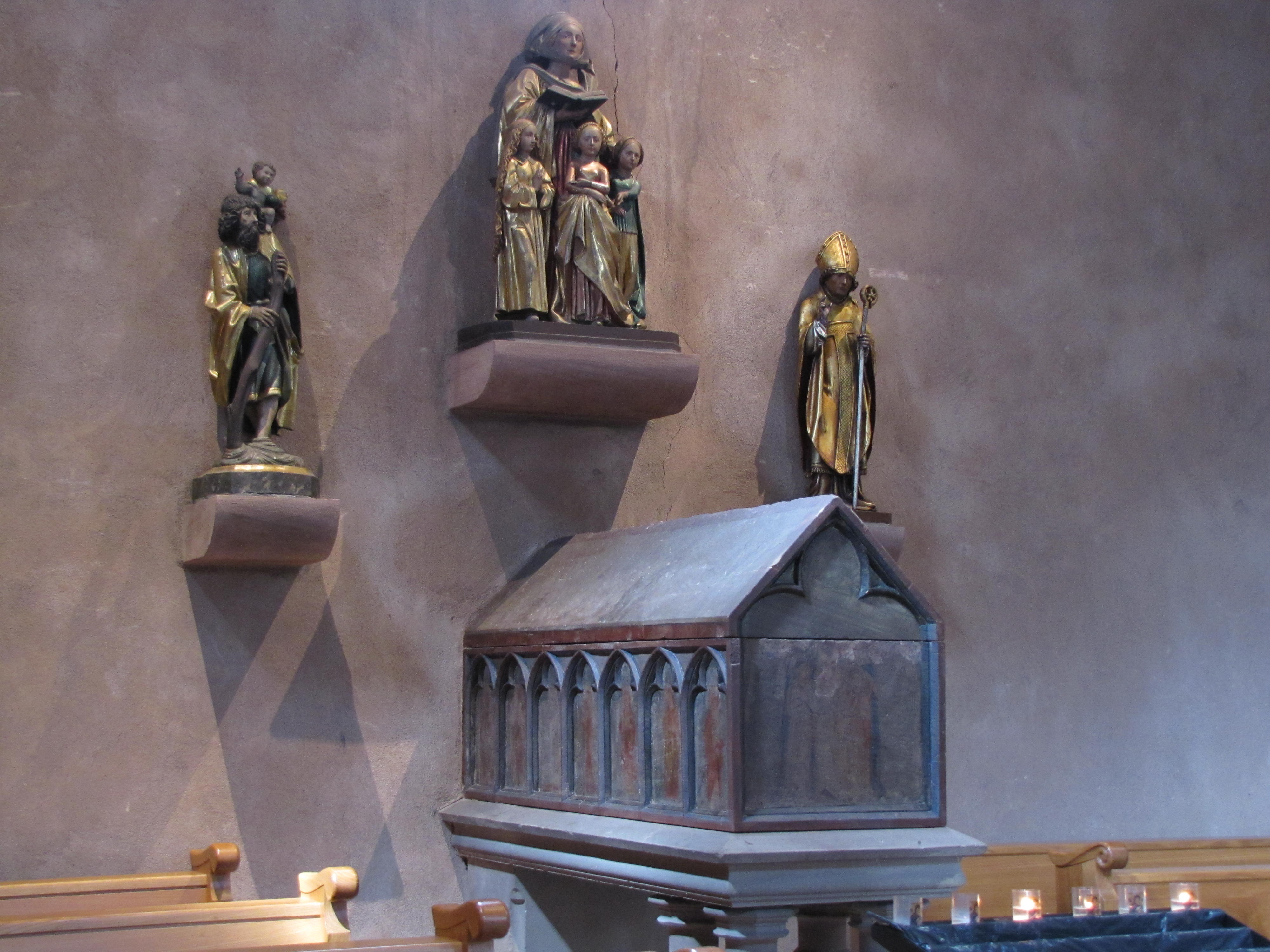
Reliques de sainte Sophie de Rome, église Saint-Trophime d'Eschau, Alsace.

L'abbatiale de Saint-Trophime d'Eschau, ancienne abbaye Sainte-Sophie, conserve depuis le VIIIe siècle des reliques de sainte Sophie de Rome. 
Remi de Strasbourg transforma ce petit village sur la voie romaine en haut lieu pour les pèlerins. Il était le 28e évêque de Strasbourg dès 776 et neveu de sainte Odile, patronne de l'Alsace. Le 15 mars 778, l'évêque Rémi rédigea son testament : 

« ... (Il les avait) lui-même rapportées de Rome jusque dans cette région, sur ses épaules, en grande pompe, et déposées dans l'église abbatiale consacrée à saint Trophime. ... »

À Rome, Rémi avait reçu du pape Adrien Ier non seulement des reliques de sainte Sophie, mais aussi  de ses trois filles. Elles arrivèrent à Eschau le 10 mai 777. L'abbaye bénédictine fondée vers 770 par Rémi devint abbaye Sainte-Sophie. Leurs reliques attira tant de pèlerins qu'en 1143 l'Abbesse Cunégonde décida de construire sur la vieille voie romaine menant au village d'Eschau, florissant autour de l'abbaye, un hôtel pour les pèlerins venant de tous côtés. 
D'autre part, le 3 avril 1938, deux nouvelles reliques de sainte Sophie furent de nouveau transportées de Rome à cette église par Charles Ruch, évêque de Strasbourg.

Ce sont les raisons pour lesquelles le pape Jean-Paul II parla de la « sagesse éternelle », le 9 octobre 1988 au stade de Strasbourg, en rendant hommage à sainte Sophie de Rome. 

« La sagesse éternelle est venue vers l'homme par la Parole même de Dieu. (...) Grâce à la sagesse, l'homme se découvre comme l'image et la ressemblance de Dieu lui-même. »

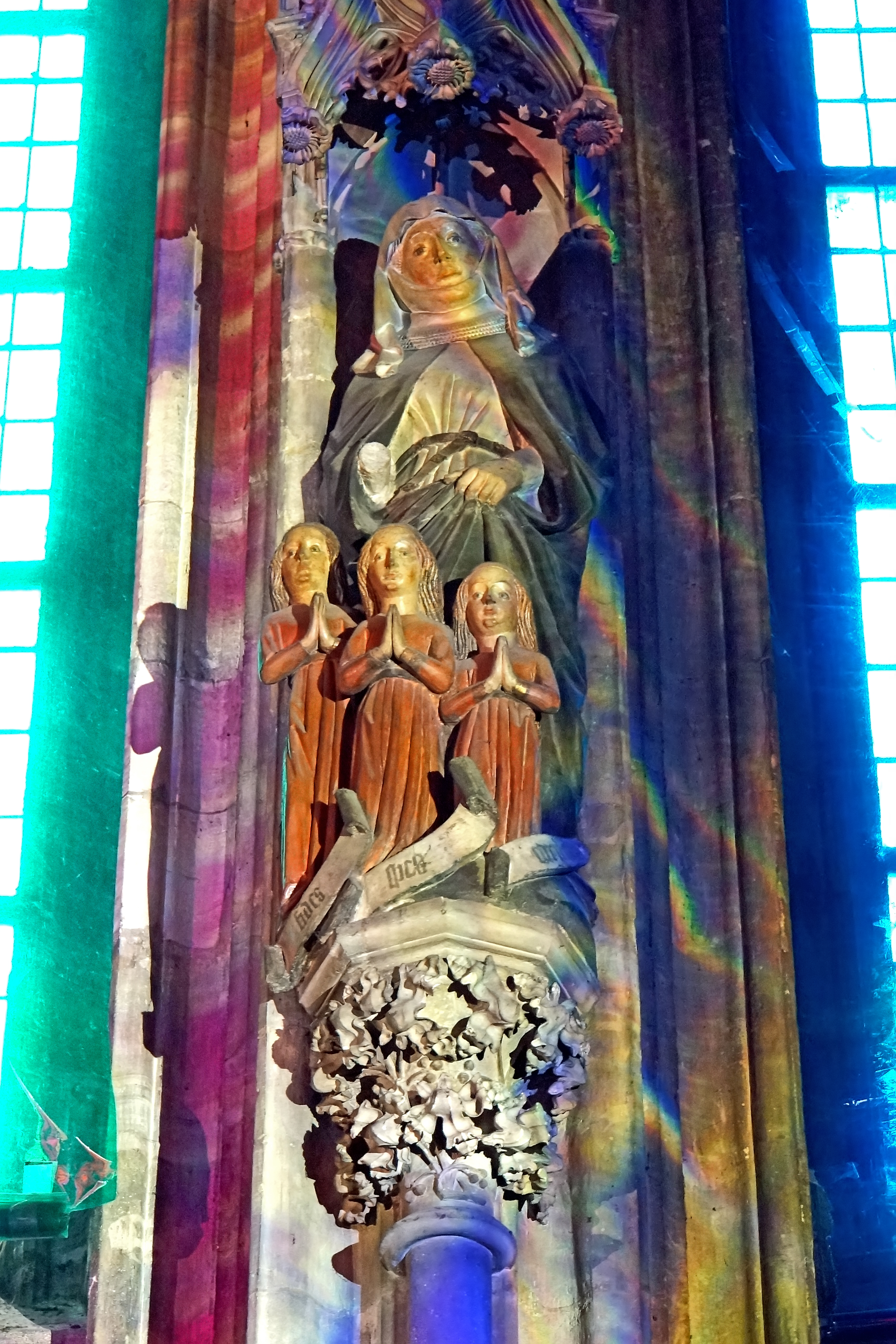
Statue à la cathédrale de Vienne, Autriche.

## Iconographie
En Occident, sainte Sophie est souvent montrée avec l'allure austère d’une matrone coiffée d'une triple couronne. Elle trône, entourée de ses trois filles qui portent les instruments de leur martyre (voir triptyque au musée de Varsovie peint vers 1460). Au XVe siècle, Sophie, comme une Vierge de miséricorde, abrite ses filles sous les plis de son manteau (groupe en bois polychrome, église d'Eschau, près de Strasbourg). Le culte de sainte Sophie et de sa fille sainte Foi a été très vivace en Alsace.

## Tropairede sainte Sophie
« Telle un olivier qui porte du fruit, vénérable martyre Sophie, tu as poussé dans les parvis du Seigneur et, par de nobles combats, tu as offert au Christ ton fruit le plus doux, les trois filles issues de ton sein, Foi, Espérance et Charité ; avec elles intercède en faveur de nous tous ! »